# Пиринско
Пиринско (укр. Піринське) — болгарська пивна торговельна марка, що належить одному з провідних виробників пива у світі корпорації Carlsberg Group. Торговельна марка та однойменний пивоварний завод, розміщений у місті Благоєвграді, названі на честь гірської системи Пірин. 

## Історія
Броварню у Благоєвграді було збудовано у 1967 році, у 1971 вона розпочала випуск власного пива під назвою Пиринско. 
2002 року броварню придбав данський пивоварний гігант Carlsberg. Новий власник провів модернізацію та розширення виробництва броварні у Благоєвграді, інвестувавши у цей проект 60 мільйонів левів.

## Асортимент пива
Наразі броварнею випускається один сорт пива:
- Пиринско Светло — світле пиво з вмістом алкоголю 4,3%.

Раніше також вироблялося темне пиво:
- Пиринско Тъмно — темне пиво з вмістом алкоголю 4,7%.